# Mastacomys fuscus
Mastacomys fuscus is een zoogdier uit de onderfamilie van de muizen en ratten van de Oude Wereld (Murinae) dat voorkomt in Australië. Het is de enige soort uit het geslacht Mastacomys. Diens verspreidingsgebied bestaat uit een aantal gescheiden gebieden in Zuidoost-New South Wales, Oost-Victoria en Zuidwest-Tasmanië. Daar leeft hij in zegge- en graslanden op vrij grote hoogte. Dit geslacht is zeer nauw verwant aan Pseudomys; bepaalde soorten binnen dat geslacht zijn zelfs nauwer aan M. fuscus verwant dan aan de rest van Pseudomys. Om die reden wordt M. fuscus soms tot Pseudomys gerekend, maar dat wordt nu niet meer gedaan, omdat de groepen binnen Pseudomys waarschijnlijk ook aparte geslachten zullen worden.

## Kenmerken
Deze soort heeft een gedrongen bouw, met een kort, breed hoofd. De vacht is lang, fijn en dicht. De rug is bruin, de onderkant geelgrijs, met een geleidelijk overgang. De staart is kort, bruin en nauwelijks behaard. De voeten zijn bruin. De oren zijn kort en breed. De kop-romplengte bedraagt 145 tot 175 mm, de staartlengte 100 tot 130 mm, de achtervoetlengte 30 tot 35 mm, de oorlengte 20 tot 23 mm en het gewicht 95 tot 145 gram. Vrouwtjes hebben 0+2=4 mammae.

## Leefwijze
Deze soort is 's nachts actief. Hij maakt nesten in dichte begroeiing. Ook maakt het dier "paden" door de dichte vegetatie. Het is een vegetarische rat; hije eet voornamelijk zegge en gras. In de zomer (november-maart) worden nesten van twee tot drie jongen geboren.
Abditomys · 
Abeomelomys · 
Aethomys · 
Anisomys · 
Anonymomys · 
Apodemus · 
Apomys · 
Archboldomys · 
Arvicanthis · 
Baiyankamys · 
Baletemys · 
Bandicota · 
Batomys · 
Berylmys · 
Brassomys · 
Bullimus · 
Bunomys · 
Canariomys · 
Carpomys · 
Chingawaemys · 
Chiromyscus · 
Chiropodomys · 
Chiruromys · 
Chrotomys · 
Coccymys · 
Colomys · 
Congomys · 
Conilurus · 
Coryphomys · 
Crateromys · 
Cremnomys · 
Crossomys · 
Crunomys · 
Dacnomys · 
Dasymys · 
Dephomys · 
Desmomys · 
Diomys · 
Diplothrix · 
Echiothrix · 
Eropeplus · 
Frateromys · 
Golunda · 
Gracilimus · 
Grammomys · 
Hadromys · 
Haeromys · 
Halmaheramys · 
Hapalomys · 
Heimyscus · 
Hybomys · 
Hydromys · 
Hylomyscus · 
Hyomys · 
Hyorhinomys · 
Kadarsanomys · 
Komodomys · 
Lamottemys · 
Leggadina · 
Lemniscomys · 
Lenomys · 
Lenothrix · 
Leopoldamys · 
Leporillus · 
Leptomys · 
Limnomys · 
Lorentzimys · 
Macruromys · 
Madromys ·
Malacomys · 
Mallomys · 
Malpaisomys · 
Mammelomys · 
Margaretamys · 
Mastacomys · 
Mastomys · 
Maxomys · 
Melasmothrix · 
Melomys · 
Mesembriomys ·
Micaelamys · 
Microhydromys · 
Micromys · 
Millardia · 
Mirzamys · 
Montemys · 
Mus · 
Musseromys · 
Mylomys · 
Myomyscus · 
Nesokia · 
Nilopegamys · 
Niviventer · 
Notomys · 
Ochromyscus · 
Oenomys ·
Otomys · 
Palawanomys · 
Papagomys · 
Parahydromys · 
Paraleptomys · 
Paramelomys · 
Parotomys · 
Paucidentomys · 
Paulamys · 
Pelomys · 
Phloeomys · 
Pithecheir · 
Pithecheirops · 
Pogonomelomys · 
Pogonomys · 
Praomys · 
Protochromys · 
Pseudohydromys · 
Pseudomys · 
Rattus · 
Rhabdomys · 
Rhynchomys · 
Saxatilomys ·
Serengetimys ·
Solomys · 
Sommeromys · 
Soricomys · 
Spelaeomys · 
Srilankamys · 
Stenocephalemys · 
Stochomys · 
Sundamys · 
Taeromys · 
Tarsomys · 
Tateomys · 
Thallomys · 
Thamnomys · 
Tokudaia · 
Tonkinomys ·
Tryphomys · 
Typomys · 
Uromys · 
Vandeleuria · 
Vernaya · 
Xenuromys · 
Xeromys · 
Zelotomys · 
Zyzomys